# Giovanni da Bologna (pintor)

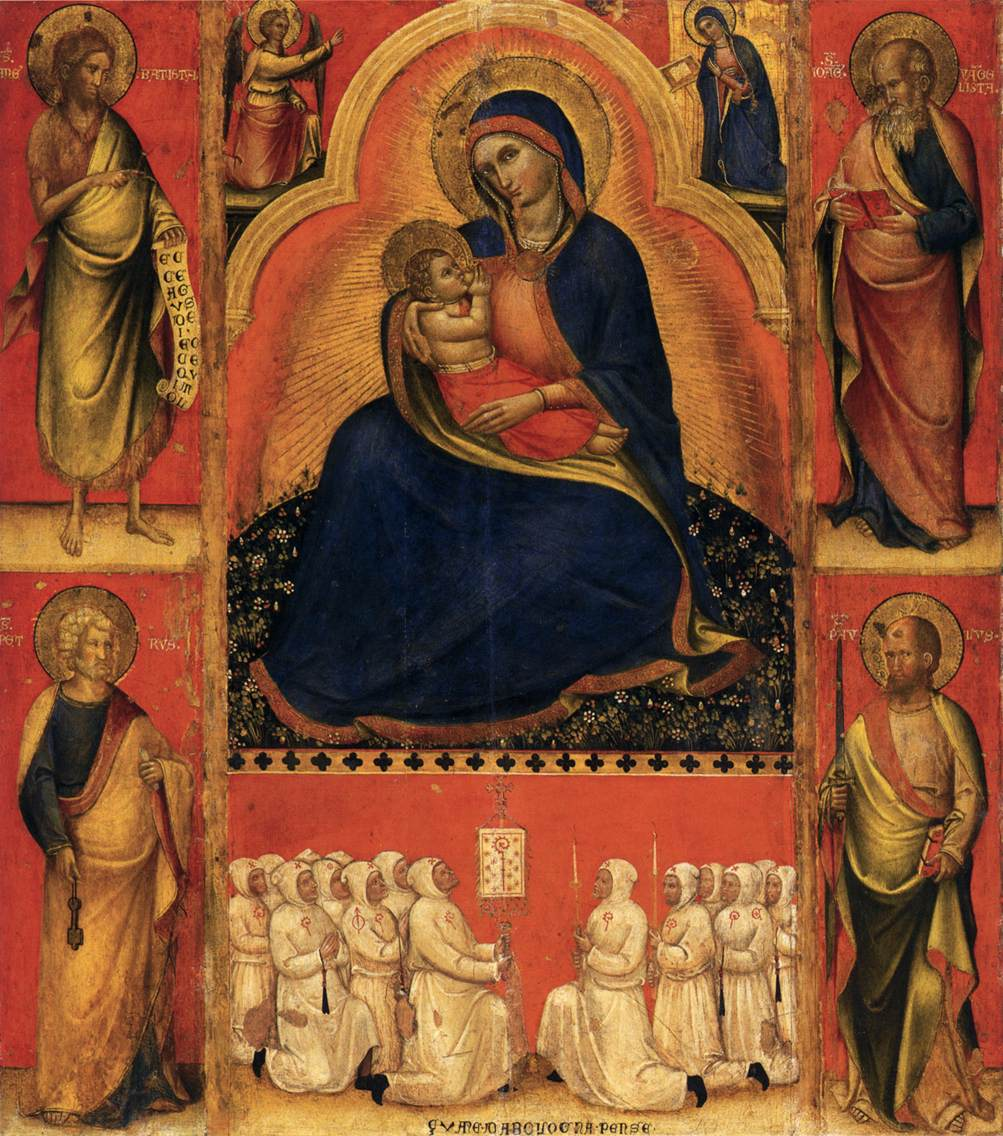
Virgen de la humildad con santos o de la Confraternidad de San Juan Evangelista, temple sobre tabla, 111 x 99 cm, Venecia, Gallerie dell'Accademia.

Giovanni da Bologna (f. 1377-1389) fue un pintor y orfebre italiano activo en Venecia y Treviso.
Aunque por el apellido se le supone de origen boloñés, tanto las características de su pintura, de rasgos modestos, como la documentación conservada lo sitúan en el ámbito Véneto. Se le conocen cuatro pinturas firmadas, aunque todas ellas sin fecha: la tabla de la Virgen de la humildad procedente de la confraternidad de la Scuola Grande di S. Giovanni Evangelista de Venecia, ahora en la Gallerie dell'Accademia, el San Cristóbal del Museo Cívico de Padua, quizá el que el 8 de abril de 1377 le encargó la Scuola de los mercaderes de Venecia, la Virgen con el Niño y ángeles de la Pinacoteca di Brera de Milán y el políptico de la Coronación de la Virgen de la Samuel H. Kress Foundation (Denver, Denver Art Museum). A estas cuatro pinturas firmadas se ha añadido un pequeño número de obras atribuidas, de autografía discutida, como la Coronación de la Virgen de la colección Thyssen-Bornemisza (Barcelona, Museu Nacional d'Art de Catalunya), o la Virgen de la humildad de Vicenza.
Excepto en la Coronación de la Virgen de la colección Kress, quizá la más temprana de sus obras firmadas y de posible procedencia boloñesa, la influencia dominante es la de Lorenzo Veneziano, de contornos agudos y rostros expresivos, como lo es el del San Cristóbal de Padua, posiblemente pintado en 1377. De julio de ese año a enero de 1383 se le documenta en Treviso, citado indistintamente como pintor o como orfebre, aunque ninguna obra se conoce de esta época. Por fin, en 1385 residía de nuevo en Venecia donde en octubre de 1389 dictó su testamento. Podría ser en esta última etapa cuando pintase las tablas de la confraternidad de San Juan y de la Pinacoteca Brera.